# Тихвинское кладбище (Великий Новгород)
Тихвинское кладбище в Великом Новгороде находится в конце ул. Связи.

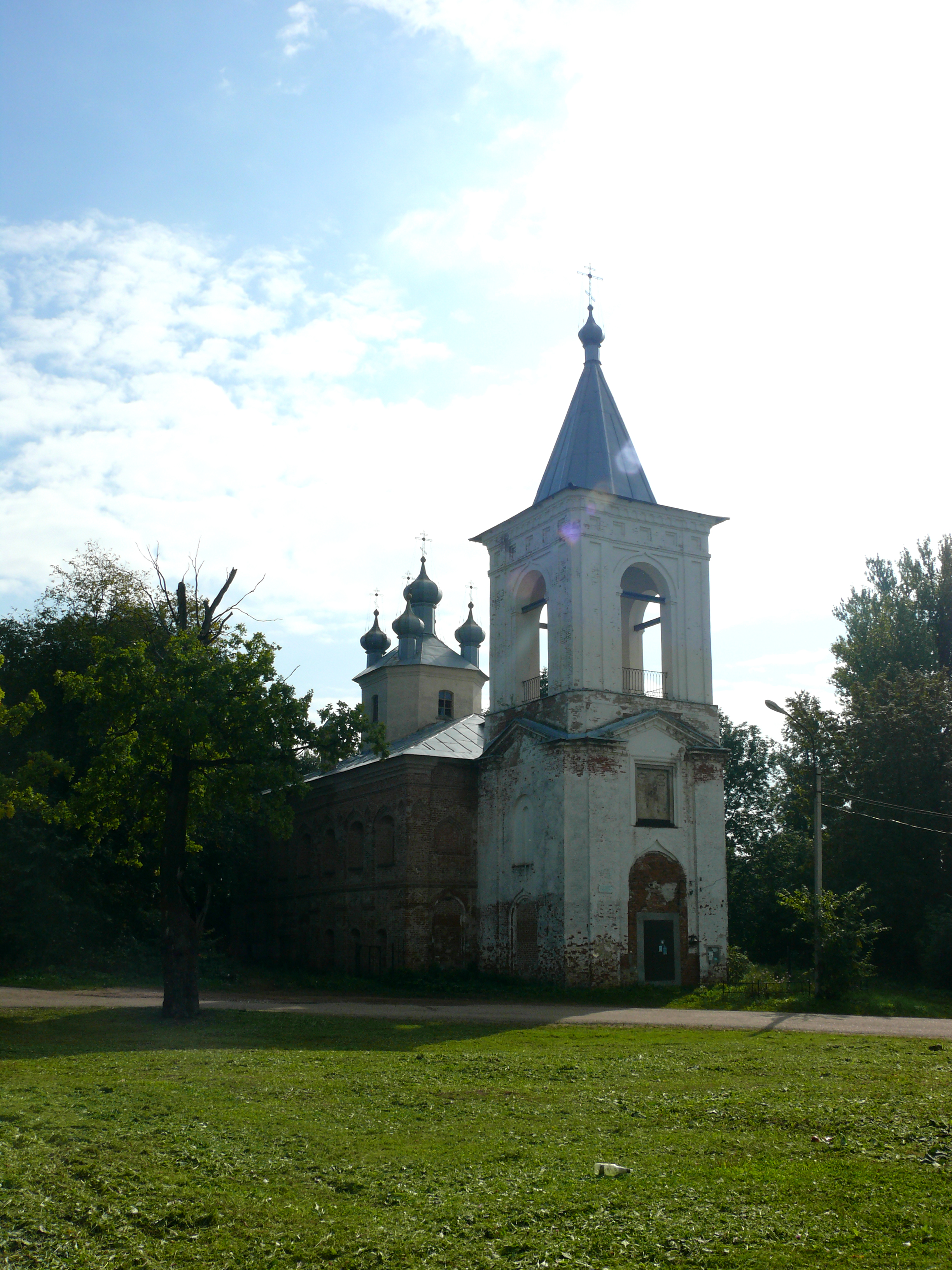
церковь Воскресенья Христова на Красном поле

В настоящее время представляет собой заброшенный лесопарк.
Имеются захоронения XV—XVI веков, остатки каменных надгробных плит и святой источник.
Сохранилась церковь Воскресенья Христова на Красном поле, построенная рядом с кладбищем в XVI веке на территории действовавшего тогда монастыря. В 1810 году была частично перестроена из самой церкви и трапезной монастыря.